# Paratriathlon ai XVII Giochi paralimpici estivi
Le gare di paratriathlon ai XVII Giochi paralimpici estivi si sono svolte il 2 settembre 2024 con partenza dal ponte Alessandro III, a Parigi. 

## Formato
Ogni competizione si articolava in tre prove: 750 metri di nuoto (metà della distanza disputata nei Giochi Olimpici), 20 km in bicicletta e 5 km di corsa, svolte in sequenza durante la stessa giornata.

## Classificazione
Ciascuna gara era suddivisa in più classi, permettendo agli atleti di competere con avversari che avessero lo stesso grado di disabilità:
- PTWC, per atleti che usavano l'handbike anziché la bicicletta e la carrozzina da corsa durante la prova finale, con partenze a intervalli per garantire condizioni di parità tra gli atleti;
- PTS2-5, per atleti con disabilità agli arti inferiori e/o superiori ma che non necessitavano dell'handbike e potevano correre autonomamente, seppur con l'uso di protesi e/o modifiche alla bicicletta;
- PTVI, per ipovedenti o non vedenti, assistiti da un'altra persona nel corso delle tre prove e con partenza a intervalli in modo da garantire condizioni di parità tra gli atleti[3][1].

Ogni classe era ulteriormente suddivisa tra uomini e donne.

## Calendario
Il programma prevedeva di disputare le competizioni PTS2-5 il 1º settembre e il giorno successivo le PTWC e PTVI. Il 29 agosto viene annunciata la decisione di anticiparle tutte al 1º settembre per evitare le incerte previsioni meteorologiche del 2.
Tuttavia le avverse condizioni meteo delle giornate precedenti hanno reso le acque della Senna non adatte alla frazione di nuoto, facendo slittare tutte le gare al 2 settembre.
| Paratriathlon ai XVII Giochi paralimpici estivi | Paratriathlon ai XVII Giochi paralimpici estivi | Paratriathlon ai XVII Giochi paralimpici estivi | Paratriathlon ai XVII Giochi paralimpici estivi |
| Evento                                          | Classe                                          | Data                                            | Data                                            |
| Evento                                          | Classe                                          | Dom 1                                           | Lun 2                                           |
| ----------------------------------------------- | ----------------------------------------------- | ----------------------------------------------- | ----------------------------------------------- |
| Uomini                                          | PTWC                                            |                                                 | F                                               |
| Uomini                                          | PTS2                                            | F                                               |                                                 |
| Uomini                                          | PTS3                                            | F                                               |                                                 |
| Uomini                                          | PTS4                                            | F                                               |                                                 |
| Uomini                                          | PTS5                                            | F                                               |                                                 |
| Uomini                                          | PTVI                                            |                                                 | F                                               |
| Donne                                           | PTWC                                            |                                                 | F                                               |
| Donne                                           | PTS2                                            | F                                               |                                                 |
| Donne                                           | PTS4                                            | F                                               |                                                 |
| Donne                                           | PTS5                                            | F                                               |                                                 |
| Donne                                           | PTVI                                            |                                                 | F                                               |

| F | Finale medaglia d'oro |

## Podi
| Evento | Classe | Oro                                     | Argento                                    | Bronzo                              |
| ------ | ------ | --------------------------------------- | ------------------------------------------ | ----------------------------------- |
| Uomini | PTWC   | Jetze Plat                              | Florian Brungraber                         | Geert Schipper                      |
| Uomini | PTS2   | Jules Ribstein                          | Mohamed Lahna                              | Mark Barr                           |
| Uomini | PTS3   | Daniel Molina                           | Max Gelhaar                                | Nico van der Burgt                  |
| Uomini | PTS4   | Alexis Hanquinquant                     | Carson Clough                              | Nil Riudavets Victory               |
| Uomini | PTS5   | Chris Hammer                            | Ronan Cordeiro                             | Martin Schulz                       |
| Uomini | PTVI   | Dave Ellis Guida: Luke Pollard          | Thibaut Rigaudeau Guida: Cyril Viennot     | Antoine Perel Guida: Yohan le Berre |
| Donne  | PTWC   | Lauren Parker                           | Kendall Gretsch                            | Leanne Taylor                       |
| Donne  | PTS2   | Hailey Danz                             | Veronica Yoko Plebani                      | Allysa Seely                        |
| Donne  | PTS4   | Megan Richter                           | Marta Frances Gomez                        | Hannah Moore                        |
| Donne  | PTS5   | Grace Norman                            | Claire Cashmore                            | Lauren Steadman                     |
| Donne  | PTVI   | Susana Rodriguez Guida: Sara Perez Sala | Francesca Tarantello Guida: Silvia Visaggi | Anja Renner Guida: Maria Paulig     |